# Новосельцев Жан Вадимович
Жан Вадимович Новосельцев (нар. 17 червня 1980, Харків) — пропагандист, український журналіст, колишній ведучий програми «Гроші» на телеканалі 1+1 протягом вересня 2012 — травня 2014 року.
Народився 17 червня 1980 року у Харкові. Дитинство і юність пройшли у мікрорайоні Рашкіна дача.

### Кар'єра
За першою освітою педагог — вчитель валеології та фізкультури. У школі та інституті викладав — паралельно з навчанням. У 2002 році закінчив Харківську державну академію харчування та торгівлі за спеціальністю «менеджер зовнішньоекономічної діяльності». Працював торговим представником, навіть встиг практикувати мережевий маркетинг.
У 2002 році працював кореспондентом новин Харківської державної телерадіокомпанії.
|                | Перша моя тема на обласному телебаченні була - трамадол. Через ці пігулки десятки знайомих стали наркоманами - тоді синтетичний опій спокійно продавали в аптеках. Тож я взяв камеру, нікого не попередив, куди я їду, тоді не знав, що про таке треба попереджати. Записав інтерв'ю з наркологом і свій перший стендап, |
| — Новосельцев. | |

Потім перейшов працювати на харківський телеканал АТН. За півроку отримав запрошення від телеканалу НТН і переїхав до Києва.
У 2006 році перейшов на телеканал 1+1. Працював кореспондентом ТСН, спеціалізувався на журналістських розслідуваннях.

### Робота на 1+1
На телеканалі 1+1 почав працювати кореспондентом ТСН. З того часу і донині спеціалізується на журналістських розслідуваннях.
У 2008 році після циклу розслідувань «Жесть мундира», де розкривається корупція у правоохоронних органах, Новосельцев отримав на свою адресу ряд погроз від невідомих. СБУ було змушене надати журналісту охорону — більше місяця поруч з ним 24 години на добу були бійці спецпідрозділу «Альфа».
У 2010 році був одним з організаторів журналістського руху «Стоп цензурі!».
У 2010 році разом з Олексієм Душкою був ведучим спецпроєкту журналістських розслідувань «Особиста справа».
У квітні 2011 року був ведучим програми «чоловічих» новин «Час пік» на телеканалі 2+2.
З вересня 2012 по травень 2014 року був ведучим програми соціальних розслідувань «Гроші».

### Громадська робота
Член  ГО «Миротворець».[джерело?]
Захоплення
Хобі — спорт. Грає в теніс, займається вільною боротьбою.